# Siena College
Siena College es una universidad privada, católica, de la Orden de Frailes Menores, ubicada en Colonie, estado de Nueva York (Estados Unidos de América).
Su nombre rinde homenaje a San Bernardino de Siena.

## Historia
En abril de 1937 el rector de la Universidad de San Buenaventura, Thomas Plassmann, OFM, envió siete frailes franciscanos de su comunidad a la Diócesis de Albany, donde su Obispo, Edmund Francis Gibbons, tenía mucho interés en establecer una institución de educación superior que ayudase a salir de los efectos de la Gran Depresión. Los franciscanos compraron la finca de 38 acres de la familia Garrett, en el barrio de Loudonville, en Colonie, y los frailes comenzaron a dar clases en la casa familiar en septiembre. Tras el éxito de ese primer curso, el 20 de junio de 1938 comenzaron las obras de ampliación y se anunció que la nueva institución se denominaría St. Bernardine of Siena College.

## Deportes
Siena College compite en División I de la NCAA, en la Metro Atlantic Athletic Conference. 